# België op de Olympische Winterspelen 1980
Tijdens de Olympische Winterspelen van 1980 die in Lake Placid werden gehouden nam België voor de elfde keer deel.
België werd op de dertiende editie vertegenwoordigd door twee mannen die deel namen in het alpineskiën. Voor beide deelnemers was het hun eerste deelname aan de Winterspelen.
De Belgische equipe behaalde deze editie geen medaille op de Winterspelen. België kwam derhalve niet voor in het medailleklassement.

## Deelnemers en resultaten

### Alpineskiën
| Olympiër (deelname) | Discipline       | Resultaat | Prestatie                                              |
| ------------------- | ---------------- | --------- | ------------------------------------------------------ |
| Didier Lamont (1)   | afdaling (m)     | 34e       | 1.57,57 (+12,07)                                       |
| Didier Lamont (1)   | reuzenslalom (m) | 47e       | run 1: 1.32,54 run 2: 1.33,14 totaal: 3.05,68 (+24,94) |
| Didier Lamont (1)   | slalom (m)       | DNF-1     | run 1: opgave                                          |
| Henri Mollin (1)    | afdaling (m)     | 33e       | 1.55,83 (+10,33)                                       |
| Henri Mollin (1)    | reuzenslalom (m) | DNF-2     | run 1: run 2: opgave                                   |
| Henri Mollin (1)    | slalom (m)       | 24e       | run 1: 1.01,49 run 2: 57,40 totaal: 1.58,89 (+14,63)   |

Andorra · Argentinië · Australië · België · Bolivia · Bondsrepubliek Duitsland · Bulgarije · Canada · China · Costa Rica · Cyprus · Duitse Democratische Republiek · Finland · Frankrijk · Griekenland · Groot-Brittannië · Hongarije · IJsland · Italië · Japan · Joegoslavië · Libanon · Liechtenstein · Mongolië · Nederland · Nieuw-Zeeland · Noorwegen · Oostenrijk · Polen · Roemenië · Sovjet-Unie · Spanje · Tsjecho-Slowakije · Verenigde Staten · Zuid-Korea · Zweden · Zwitserland